# Timothy Garden, Baron Garden

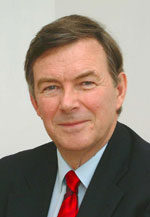
Timothy Garden, Baron Garden (2006)

Timothy Garden, Baron Garden KCB FRAeS FRUSI FCGI (* 23. April 1944 in Worcester; † 9. August 2007) war ein britischer Air Marshal der Royal Air Force sowie Politiker der Liberal Democrats, der von 2004 bis zu seinem Tod als Life Peer Mitglied des House of Lords war.

## Leben

### Studium und Offizier der RAF
Nach dem Besuch der King’s School Worcester begann Garden ein Studium der Physik am St Catherine’s College der University of Oxford, das er 1965 mit einem Bachelor of Arts (B.A.) sowie 1967 mit einem Master of Arts (M.A.) abschloss. Bereits während seines Studiums trat er als Acting Pilot Officer am 22. September 1963 in die Royal Air Force ein und durchlief im Anschluss eine Pilotenausbildung in deren Verlauf er am 23. Oktober 1966 zum Hauptmann (Flight Lieutenant) befördert wurde. Im April 1968 wurde er als Pilot eines English Electric Canberra-Kampfflugzeuges zur No. 3 Squadron RAF nach Laarbruch versetzt und diente dort bis Dezember 1971. Nachdem er zwischen Dezember 1971 und Juli 1972 die Zentrale Flugschule (Central Flying School) in Little Rissington absolviert hatte, fand er Verwendung als Ausbilder auf dem Schulflugzeug vom Typ BAC Jet Provost bei der 3. Flugausbildungsschule (Flying Training School) in Leeming.
Nach seiner Beförderung zum Major (Squadron Leader) am 1. Juli 1973 wurde er im Oktober 1973 Staffel-Kommander bei der 1. Flugausbildungsschule in Linton-on-Ouse und absolvierte im Anschluss von Januar bis Dezember 1976 das Staff College in Camberley. Nach dessen Beendigung wurde er Stabsoffizier für Personalangelegenheiten, ehe er nach seiner Beförderung zum Oberstleutnant (Wing Commander) am 1. Januar 1979 im Juli 1979 Kommandierender Offizier des No. 50 Squadron RAF wurde. Anschließend begann er im Juni 1981 ein Studium am Magdalene College der University of Cambridge, das er 1982 mit einem Master of Philosophy (M.Phil.) beendete.
Am 1. August 1982 wurde Garden Acting Group Captain und als solcher kurz darauf Direktor für Verteidigungsstudien am RAF Staff College in Bracknell, wo er am 1. Juli 1984 auch zum Oberst (Group Captain) befördert wurde. Nachdem er zwischen November 1985 und November 1987 Kommandierender Offizier des Militärflugplatzes RAF Odiham war, wechselte er als stellvertretender Direktor für Verteidigungsprogramme in das Verteidigungsministerium des Vereinigten Königreichs.

### Aufstieg zum Air Marshal
Im Verteidigungsministerium wurde Garden im Juli 1988 Direktor beim Generalstab der Luftwaffe und als solcher am 1. Januar 1989 zum Air Commodore befördert. Nach seiner Beförderung zum Generalmajor (Air Vice Marshal) am 1. Januar 1991 wurde er am 15. März 1991 als Nachfolger von Air Vice Marshal John Thomson stellvertretender Chef des Luftwaffenstabes (Assistant Chief of the Air Staff) und war als solcher bis zum 1. August 1992 für Politik und Operationen der Luftwaffe verantwortlich. Während dieser Zeit wurde er am 31. Dezember 1991 zum Companion der Order of the Bath ernannt.
Am 1. August 1992 wurde Garden als Nachfolger von T. P. J. Boyd-Carpenter Assistent des Chefs des Verteidigungsstabes (Assistant Chief of the Defence Staff) für Verteidigungsprogramme, während Anthony Bagnall sein Nachfolger als stellvertretender Chef des Luftwaffenstabes wurde.
Nach seiner Beförderung zum Air Marshal am 21. März 1994 wurde Garden am 1. April 1994 Nachfolger von John Coward als Kommandant des Royal College of Defence Studies (RCDS) und bekleidete diesen Posten bis zu seinem vorzeitigen Eintritt in den Ruhestand am 23. April 1996. Sein dortiger Nachfolger wurde Generalleutnant Scott Grant. Während dieser Zeit wurde er am 11. Juni 1994 Knight Commander des Order of the Bath und führte fortan an den Namenszusatz „Sir“. Des Weiteren wurde er 1994 Fellow des Royal Aeronautical Society sowie 1996 des Royal United Services Institute sowie auch Ehren-Fellow des Catherine’s College.

### Oberhausmitglied
Nach seinem Ausscheiden aus dem aktiven militärischen Dienst wurde er Direktor des Royal Institute of International Affairs im Chatham House und übernahm auch eine Professur am Zentrum für Verteidigungsstudien des King’s College London. 1997 wurde er Liveryman der Gilde der Luftpiloten und Navigatoren (Guild of Air Pilots and Navigators) sowie 2003 Fellow des City and Guilds of London Institute.
Durch ein Letters Patent vom 3. Juni 2004 wurde Garden als Life Peer mit dem Titel Baron Garden, of Hampstead in the London Borough of Camden, in den Adelsstand erhoben. Kurz darauf erfolgte am 9. Juni 2004 seine Einführung (Introduction) als Mitglied des House of Lords. Im Oberhaus gehört er zur Fraktion der Liberal Democrats. Während seiner Mitgliedschaft im Oberhaus war er von Mai 2005 bis zu seinem Tod verteidigungspolitischer Sprecher seiner Fraktion.